# Mihai Eșanu
Mihai Eșanu, né le 25 juillet 1998 à Bucarest, est un footballeur roumain. Il joue au poste de gardien de but au Dinamo Bucarest.

## Biographie
Il fait ses débuts avec le Dinamo Bucarest le 31 août 2020, contre Chindia Târgoviște dans le championnat de Roumanie. Il entre en début de seconde période et le match se solde par une défaite 1-0. 
En 2018, il est prêté au CS Balotești.